# Bernberg
Bernberg is een plaats in de Duitse gemeente Gummersbach, deelstaat Noordrijn-Westfalen, en telt 5.319 inwoners (2007).

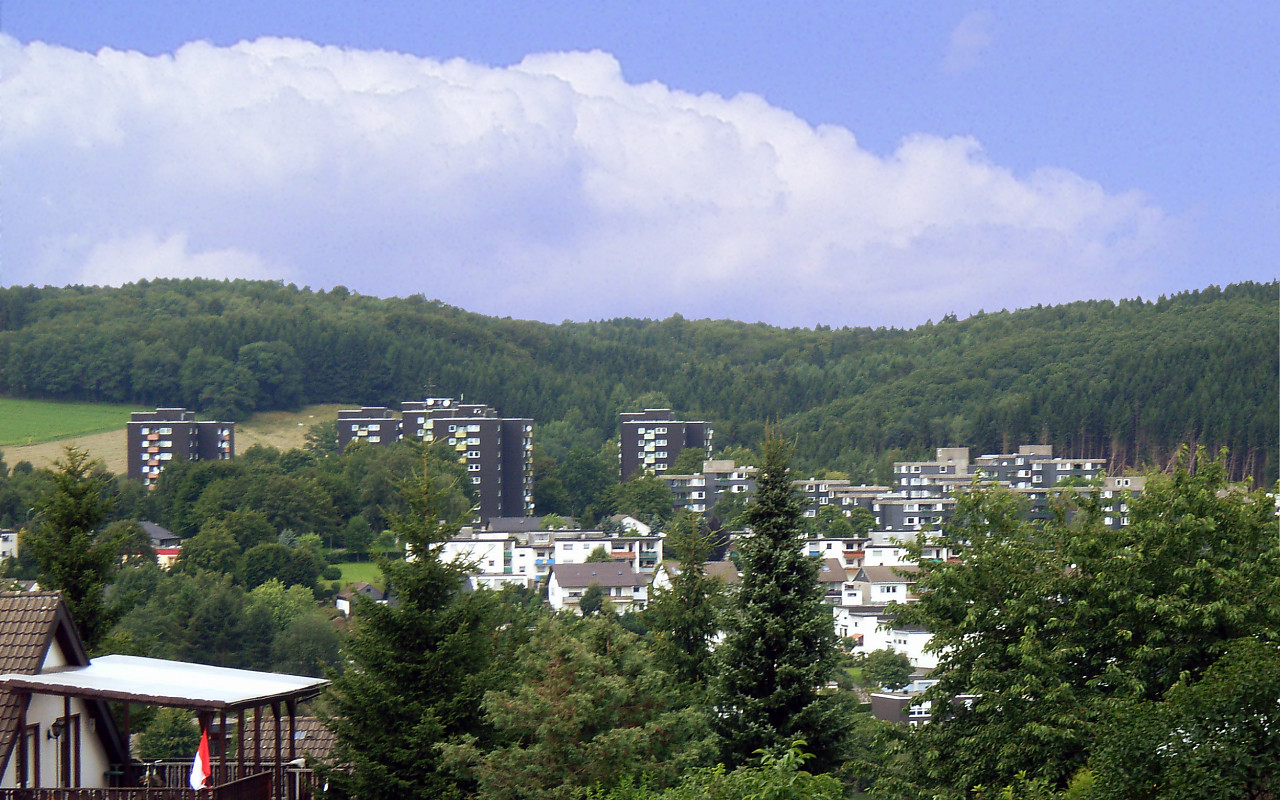
Bernberg